# Ramen
El ramen (ラーメン?) (pronunciado aproximadamente r`a:mEn, o ['ɽaːmɛɴ]) es un plato de fideos japonés heredado de la cocina china. Hasta 1951, en Japón el ramen se llamaba shina soba (支那 そば, literalmente ‘soba chino’). Hoy en día, se utiliza chūka soba (中華 そば, que también significa ‘soba chino’) o simplemente ramen, que es uno de los términos más populares. Si bien cada región de Japón tiene su propia receta de ramen, la preparación básica consiste en distintos tipos de fideos japoneses servidos en un caldo preparado comúnmente a base de hueso de cerdo o pollo y distintas verduras, sus sabores varían entre la pasta de miso, salsa de soya (shoyu) o sal (shio), contiene diferentes guarniciones como rebanadas de carne de cerdo (チャーシュ chāshu), nori (海苔 , algas marinas), menma (メンマ) y cebolleta (negi - 葱 cōng).

## Etimología

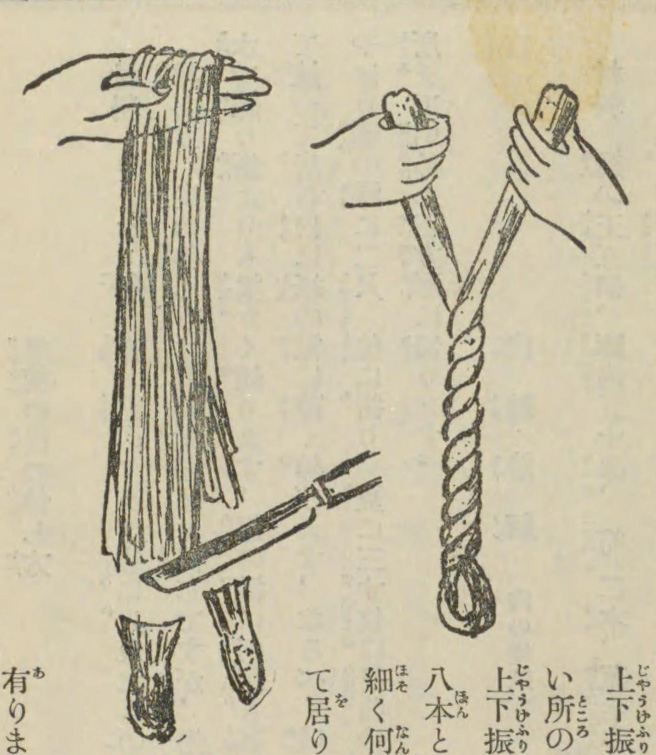
Ilustración del libro "Cómo preparar platos chinos deliciosos y económicos (1928)", de Seiichi Yoshida

La etimología de la palabra ramen es un tema de debate.[cita requerida] Una hipótesis es que probablemente ramen es la pronunciación japonesa de la china lāmiàn (拉麵), que significa ‘estirar fideos’. Una segunda hipótesis propone lǎo miàn (老麵, ‘fideos viejos’) como la forma original, mientras que otras fuentes afirman que fue inicialmente lǔmiàn (卤麺), fideos cocinados en una salsa espesa con almidón. Una cuarta hipótesis es lāo miàn (捞面 ):lāo (捞) significa ‘desenterrar’, y se refiere al método de cocinar los fideos, sumergiéndolos en agua hirviendo antes de arrastrarlos hacia arriba con una cesta de alambre.

## Historia

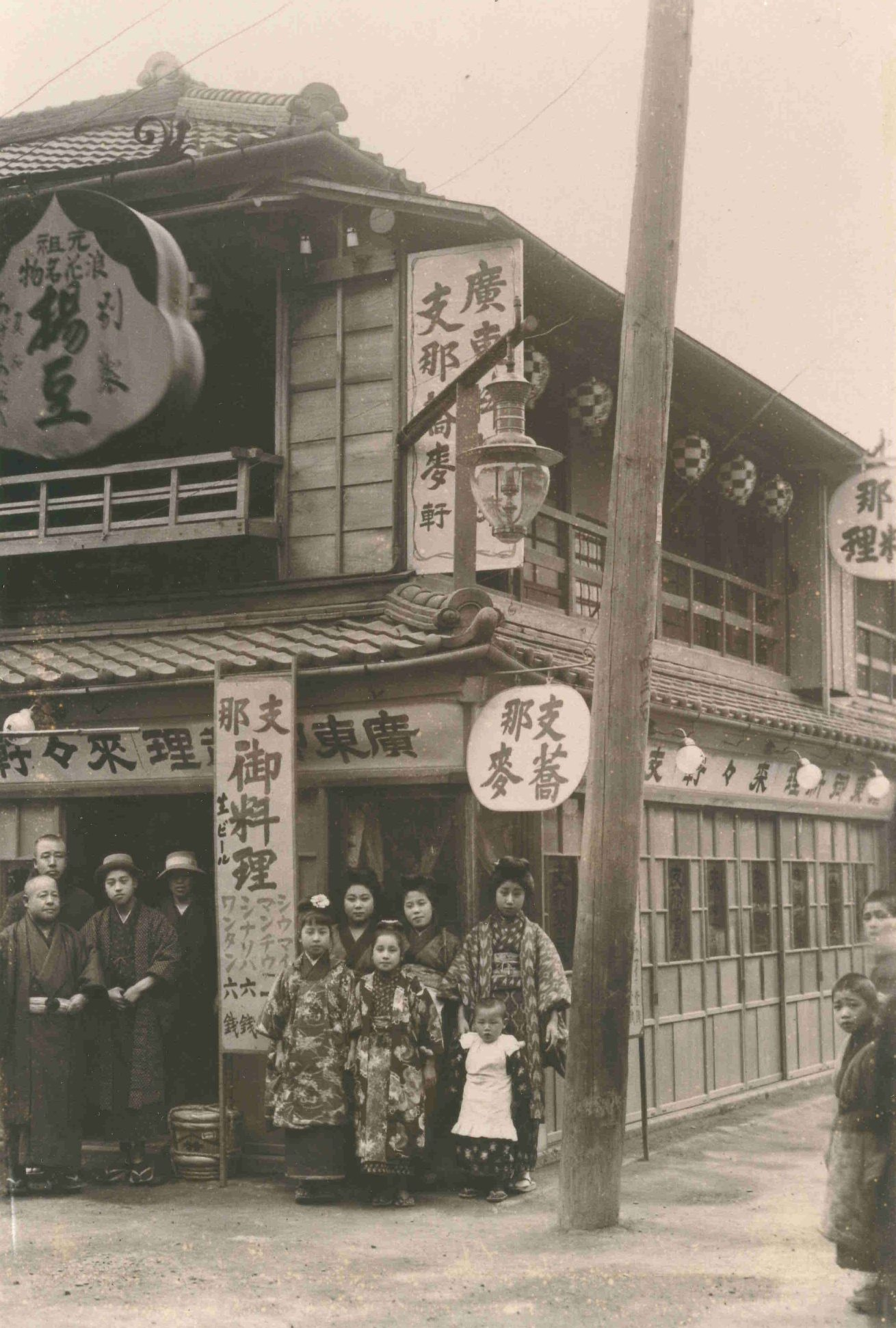
Rairaiken (来々軒), el primer restaurante de ramen, fundado en 1910 por Kan'ichi Ozaki en Asakusa, Tokio. Los carteles anuncian "soba china" (支那蕎麥) y "cocina cantonesa" (廣東料理).

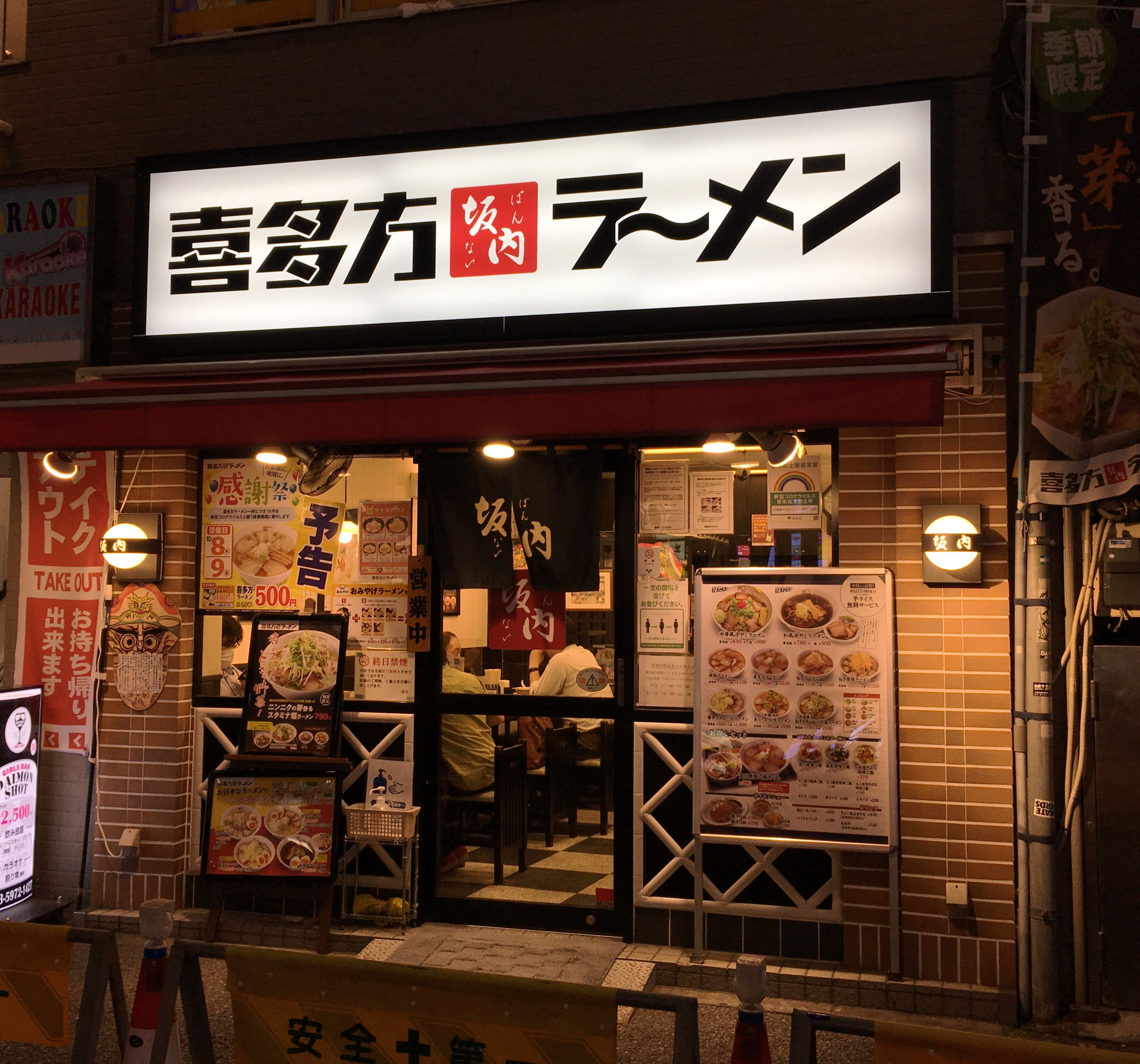
Restaurante de Ramen en Kitakata, Fukushima.

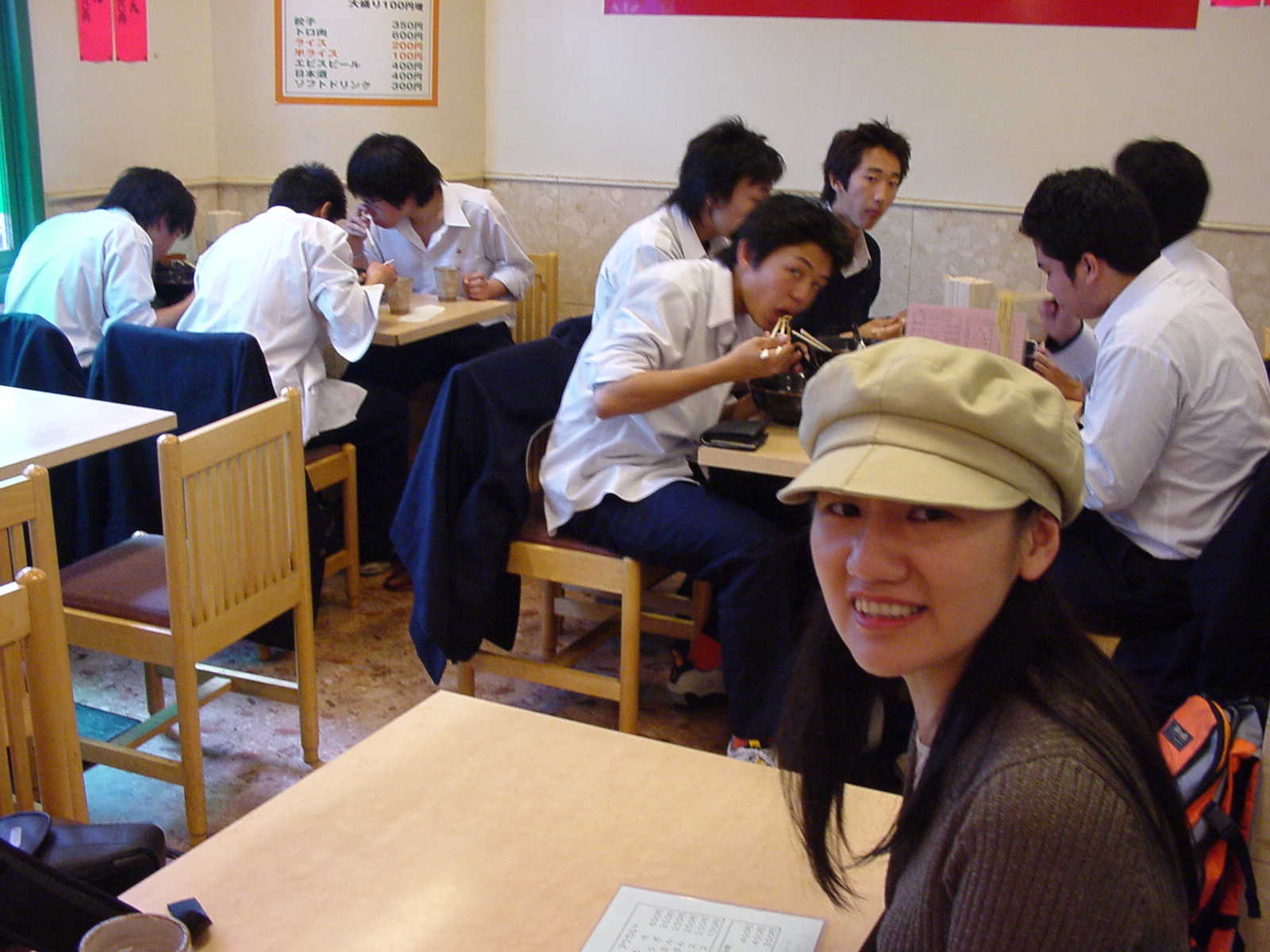
Estudiantes de escuela secundaria comiendo ramen en Tokio.

Los rāmen (ラーメン／拉麺／老麺／柳麺), un plato cuyas primeras versiones se originaron en China, toman su nombre actual de los lamians (拉面 / 拉麺, lā miàn, "fideos estirados"), que son fideos de trigo hechos a mano por el cocinero. 
Durante la época de Edo, se dice que el primer japonés en probar los rāmen fue Tokugawa Mitsukuni (1628-1701), señor del clan Mito. Fue introducido a estos fideos por Zhu Zhiyu (1600-1682), un chino exiliado en Japón.
A finales del siglo XIX y principios del siglo XX (era Meiji), los rāmen fueron importados realmente a Japón por inmigrantes chinos que vivían en el barrio de Yokohama. Fue en Yokohama donde se estableció la primera tienda de rāmen, operada por inmigrantes chinos. Esta tienda ofrecía una sopa con fideos chinos en caldo, acompañados de cerdo asado, brotes de bambú y un huevo duro. En aquel entonces, estos fideos eran conocidos como "soba chino" (中華そば, chūka soba), "soba de China" (支那蕎麦, Shina soba) o "soba de Nankin". Sin embargo, en la actualidad, los rāmen son considerados un plato japonés.
En 1900, los restaurantes que servían comida china —de Cantón y Shanghái— ofrecieron un plato de fideos de ramen simple (cortados en vez de separados manualmente), con pocos ingredientes, y un caldo con un sabor de sal y huesos de cerdo.
En 1910, el restaurante Rairaiken (来々軒) en Asakusa contrató a un chef de origen chino de Yokohama para su inauguración. En aquel entonces, se servían shio rāmen, una variedad de rāmen condimentada con sal. Posteriormente, los japoneses añadieron salsa de soja, dando origen a los shōyu rāmen, que se popularizaron en todo el archipiélago durante la década de 1920. En la década de 1930, los chinos dieron a conocer los rāmen en otras regiones de Japón, como Sapporo, Kitakata o Kurume.
Muchos chinos que vivían en Japón también montaban puestos de comida portátiles, vendiendo ramen y empanadas gyōza(Jiaozi) a los trabajadores. A mediados de 1900, estos puestos utilizaban un tipo de cuerno musical llamado charumera para anunciar su presencia, una práctica que algunos vendedores todavía mantienen mediante un altavoz y una grabación en bucle.
Sin embargo, es tras la II Guerra Mundial cuando el ramen comienza su andadura en Japón. En 1950, se comienza a elaborar en la ciudad de Hokkaidō el Sapporo ramen. Este plato se hizo muy popular y rápidamente la palabra ramen pasó al uso común.
El 25 de agosto de 1958, Momofuku Andō, fundador y presidente de Nissin Foods, lanzó al mercado japonés el chicken ramen, la primera sopa instantánea de fideos.
Pero es en los años 1980 cuando este plato pasa de ser considerado una mera guarnición a convertirse en una comida normal tanto para gente joven como mayor. Finalmente, a principios de 1990, el ramen experimenta un boom en todo el país, especialmente en las enormes ciudades, que pondrían su nombre como marca local: Hakata (Fukuoka), Kagoshima, Kumamoto, Onomichi, Wakayama, Kitakata, Sapporo, Hakodate, etc. El ramen fue considerado algo más que un capricho gastronómico pasajero y se convirtió en un auténtico fenómeno social e incluso mediático: algunos medios de comunicación llegaron a crear programas dedicados exclusivamente a este plato.
Hoy en día, el ramen se ha integrado con tal fuerza en la gastronomía japonesa que en Taiwán se considera un producto netamente japonés y básico en la dieta de dicho país. Suele consumirse en establecimientos de comida rápida, en puestos ambulantes o en casa, siendo uno de los alimentos más baratos que se pueden conseguir.

## Ingredientes

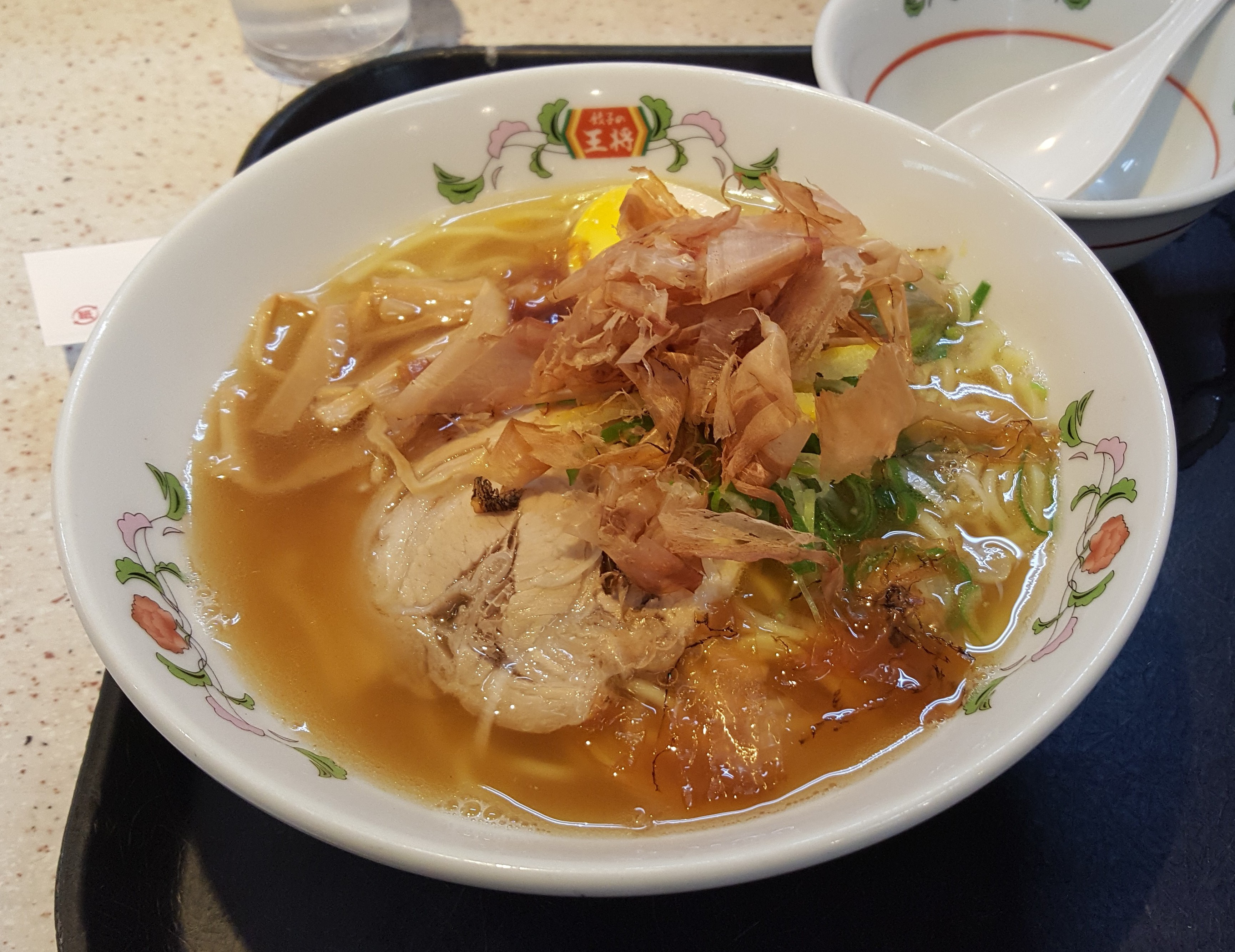
Shōyu ramen

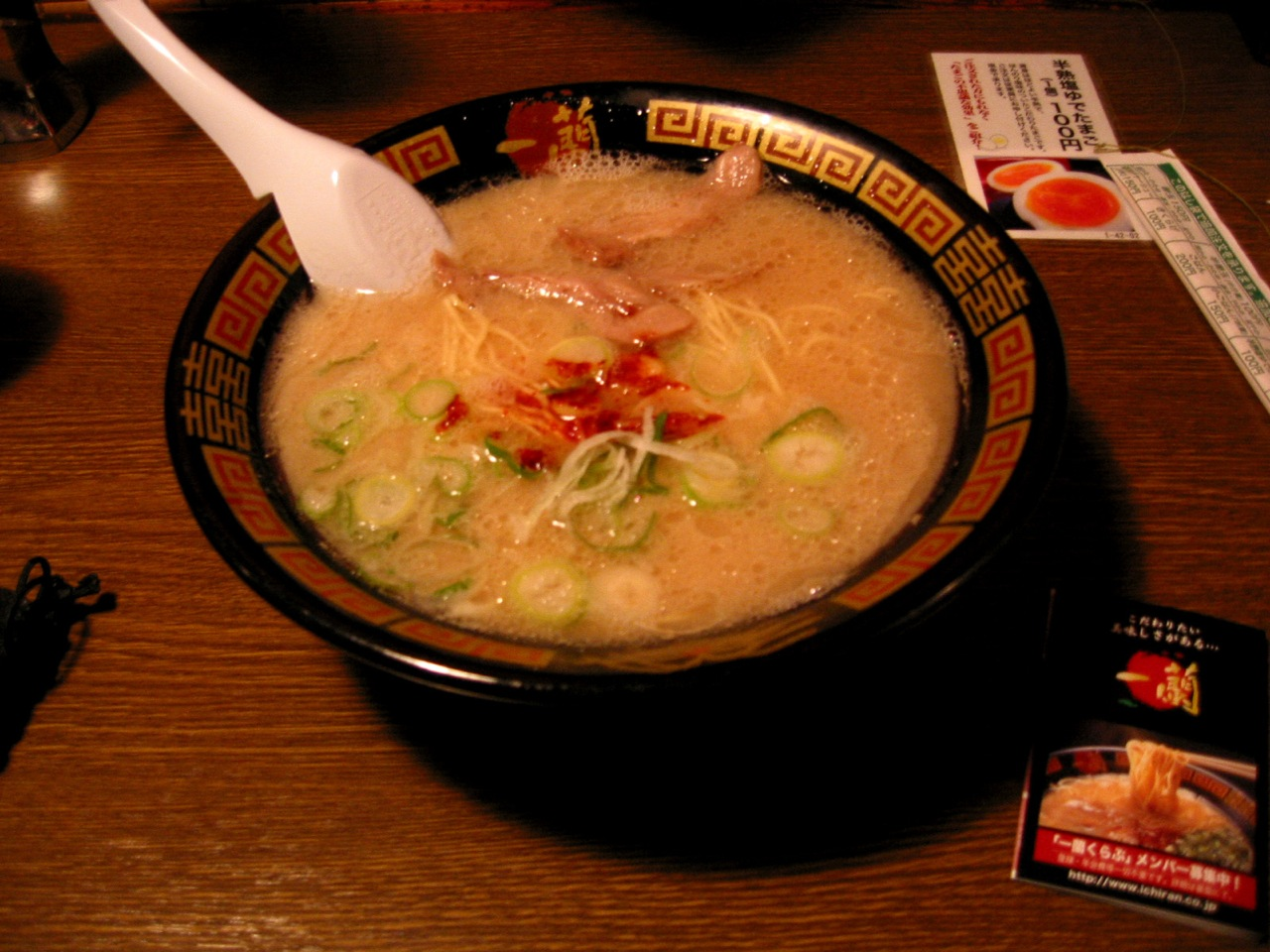
Tonkotsu ramen

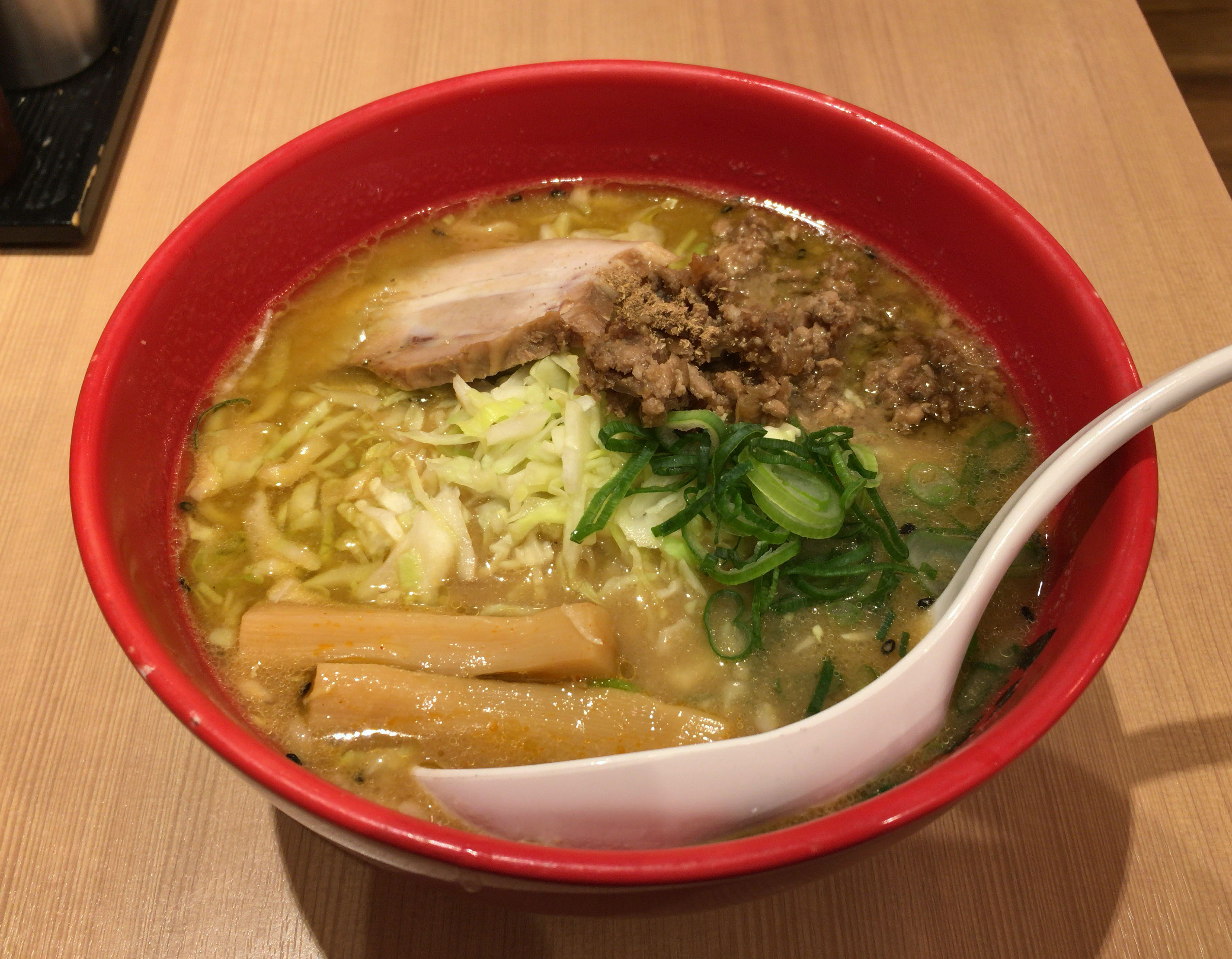
Miso ramen

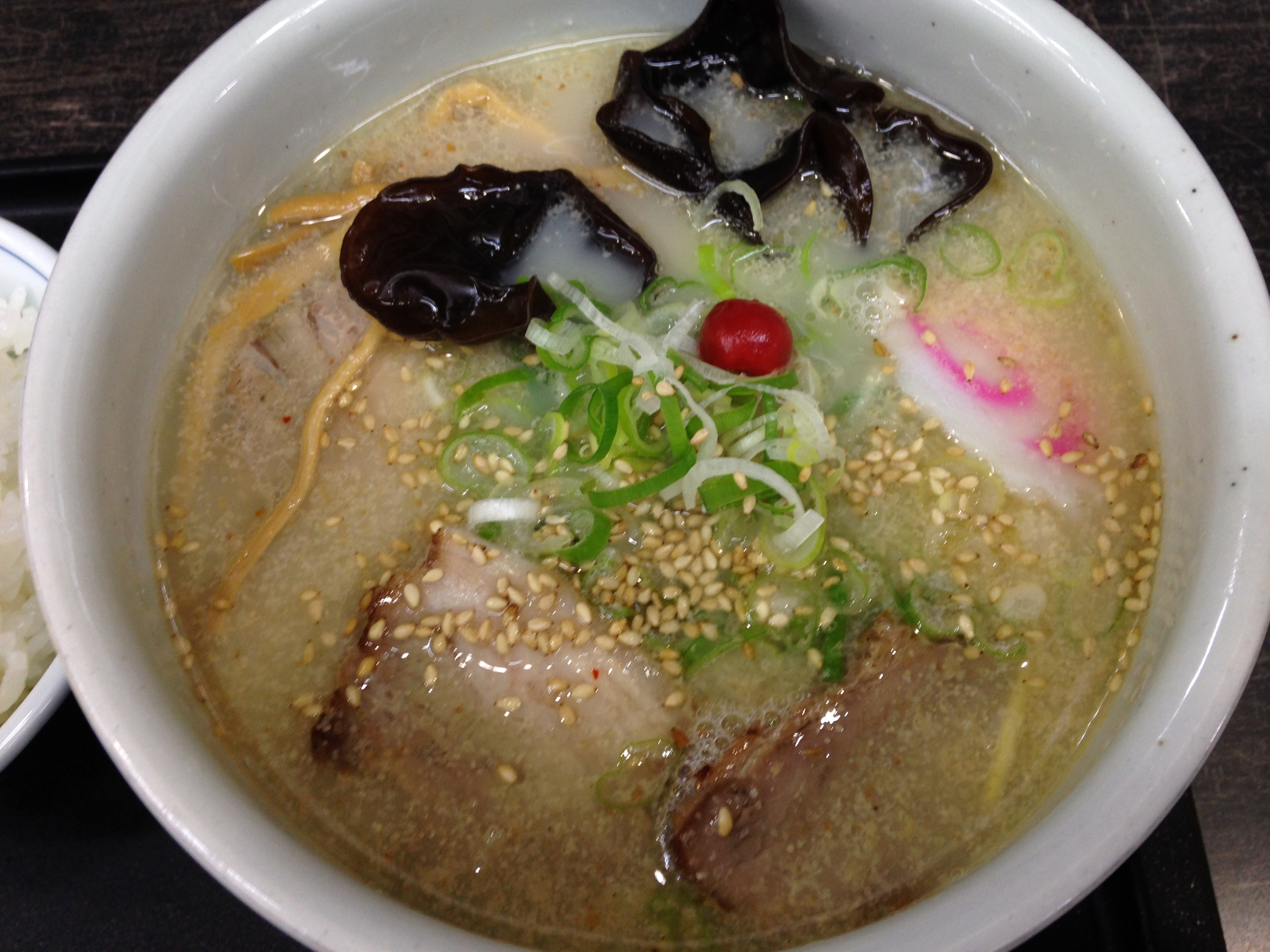
Shio ramen

Los ingredientes más importantes del ramen son los men (麺) o fideos, la sopa, y el gu o acompañamiento que se añade al plato.

### Fideos
El fideo se elabora con harina de trigo, agua, sal y kansui. En ocasiones, se utiliza huevo en lugar de kansui para darle a la pasta su característico color amarillo. También, se utiliza la sémola, en lugar de harina de trigo, arroz o boniato, para elaborarlos.

### Sopa
Aun cuando muchos consideran que lo más importante del ramen es el tipo de fideo, la manera más fácil de diferenciar las variantes es por la sopa en la que se sirve la pasta. Las más características son:
- Shōyu (醤油, literalmente: ‘salsa de soya’). Considerada la más japonesa. Se compone de pollo, al que se le agrega un par de cucharadas de espesa salsa de soja al ser servida. Tradicionalmente se le agrega después rayu (ラー油, extracto de pimiento rojo con aceite de sésamo) al gusto.
- Tonkotsu (豚骨, literalmente: ‘huesos de cerdo’). La sopa está principalmente basada en cerdo, tiene bastante cuerpo y contenido graso. El caldo generalmente es de color blanco. Originario del norte Kyūshū.
- Miso (味噌). Creado en Sapporo en 1955. Se prepara generalmente a base de pollo, y se mezcla con alguna variedad de miso al ser servida. En Kantō, es común agregarle una cucharada de mantequilla.
- Shio (塩, literalmente: ‘sal’). La más simple de todas las variedades, y en la que se siente la mayor influencia china. Se considera muy popular en Hokkaidō. La sopa es transparente y su sabor es más directo.

De estas se desprende una amplia variedad, en las que generalmente el condimento o gu utilizado es la única diferencia.

### Condimentos
Los condimentos o ingredientes de acompañamiento (en japonés: 具, romanizado: gu) son muy variados y suelen dejarse a gusto del comensal. Las opciones más comunes son huevos hervidos, menma o shinachiku (支那竹 zhīnà zhú, encurtido de tronco de bambú muy joven), nori, wakame, rebanadas de cerdo, chāshū (叉焼 o 焼豚 yakíbuta), negi (cebollín), naruto, kimchi y verduras hervidas.

## Museo

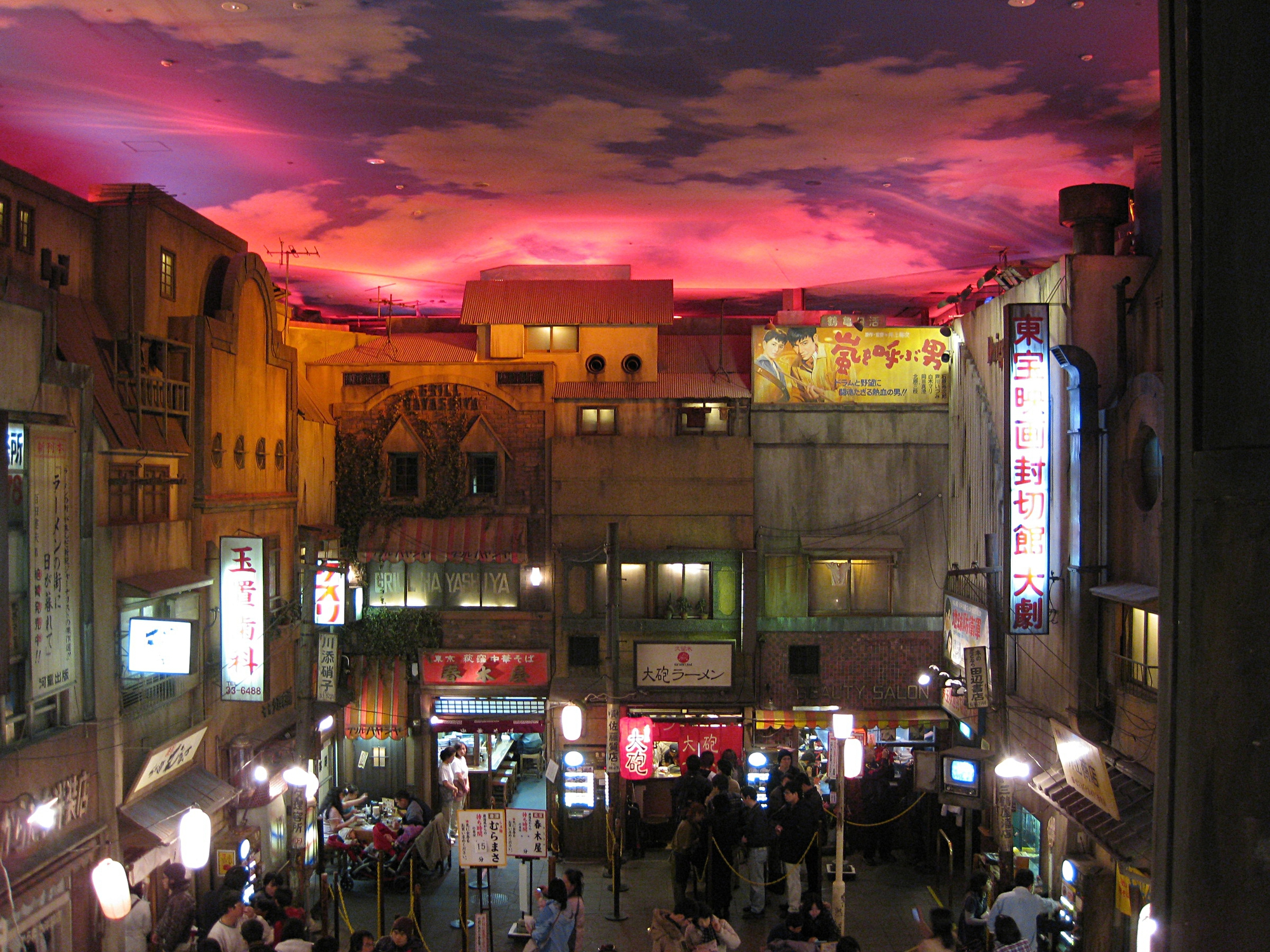
Museo del ramen de Shin-Yokohama

Existe un museo dedicado exclusivamente al ramen. Se trata del Museo del ramen de Shin-Yokohama, ubicado en la ciudad de Yokohama, en el que se exponen los diversos utensilios que se han utilizado a lo largo de la historia para confeccionar estos fideos. El museo también cuenta con muestras de todas las variedades de ramen que existen, así como un parque que recrea una ciudad típica de los años 1950 en la que se pueden visitar recreaciones de los distintos tipos de restaurantes de ramen que se crearon en aquella época.

## Fabricantes
- Nissin Foods, fundada en 1958.[5]
- Toyo Suisan (Sopa Maruchan)[6]
- Sanyo Foods (Sapporo Ichiban)
- Alimentos Meisei (Charmera)
- Cocinero as
- Sugaki y la comida
- Molienda de harina Tokushima (Kin-chan)
- Itomen
- Maltai
- Alimentos Sanpo
- Yamadai (Nuevo Toque)
- Industria alimentaria Daikoku (Mi amigo, Daikoku, marca de productos AKAGI)
- Ramen de Tokio
- Industria alimentaria de Yakult
- Nongshin - Fabricante coreano de ramen instantáneo.
- Higashimaru